# コンカレント・コンピュータ
コンカレント・コンピュータ(Concurrent Computer)は、アメリカ合衆国のリアルタイムコンピュータ会社。
もともとは、ミニコンピュータメーカーであったが、現在では、x86用Realtime Linux(RedHawk Linux)とビデオ・オン・デマンドサーバー(Media Hawk)を販売している。
2017年4月　リアルタイム事業とビデオサーバ事業を分社し、リアルタイム事業はConcurrent Real Timeに引き継ぎ、ビデオサーバ事業は継続すると表明していたが、同年10月ビデオサーバ事業は、カナダのNetwork機器の製造販売会社であるVeciam networks社に買収されることに合意した。なお、分社したリアルタイム事業は、コンカレント・コンピュータとの資本関係は無いため、Concurrent Real Time社が継続している。

## 歴史
1966年 - 前身の米国インターデータ社(Interdata,Inc)設立、16ビット・ミニコンピュータ　(Model-4)を発表
1973年 - 半導体製造装置メーカー、パーキン・エルマー社のコンピュータ部門として事業を推進、世界初の32ビット・スーパー・ミニコンピュータ(Model-7/32)を発表
1985年 - パーキン・エルマー社より分離・独立し、コンカレント・コンピュータ社を設立
1986年 - 株式をNASDAQに上場、コンカレント日本株式会社設立
1988年 - 3200シリーズの上位機種(Model-3280E)を発表、リアルタイムUNIX(RTU)を開発したマサチューセッツ・コンピュータ (en:MASSCOMP) 株式会社を吸収合併した。
1989年 - 日本において、コンカレント日本株式会社と、日本マサチューセッツ・コンピュータ株式会社(MASSCOMP)が合併、3200シリーズにMicroシリーズを追加
1990年 - エントリーマシンRT-DAQシリーズを発表、R68040搭載7000シリーズを発表
1992年 - RTS7000シリーズを発表
1993年 - ノン・システムバス・アーキテクチャ(Cross Point Switch)9000シリーズMAXIONを発表
1994年 - 航空機搭載用MAXION ATR発表
1996年 - リアルタイムUNIX(CX/UX)を販売していたハリス・コンピュータ・システムズ社のリアルタイム事業部を吸収合併。
1998年 - MediaHawkを発表しVOD事業に参入
1999年 - 事業部門をリアルタイム事業部とXSTREME事業部の2部門とした。
2000年 - ハワイオーシャニクスケーブルにて世界初の大規模VOD営業サービス開始
2001年 - 米国ケーブルオペレータへ続々VODシステムの導入が開始される
2002年 - Intel CPUによるリアルタイムLinux RedHawk Linux ,リアルタイムLinuxシステム"iHawk860"シリーズ発表
2003年 - 第4世代VODサーバMediaHawk4000発表
2004年 - 64bitCPU対応リアルタイムLinuxシステム"iHawk870"シリーズ発表、イメージジェネレータImagen発表
2005年 - Everstream社の買収　データ分析事業へ進出
2006年 - MediaHawk4500 VODサーバ発表
2007年 - 米国タイムワーナー社で実現した"StartOver"機能でエミー賞(技術と技術業績部門)受賞
2017年4月 -  Concurrent Computer Corp.(NASDAQ:CCUR)のリアルタイム事業分野をBattery Venturesに売却
Concurrent Computer Corpは、コンテンツ配信およびストレージの専業になり、
リアルタイム事業は、新たに創業したConcurrent Real Time Inc.に引き継がれた。
なお、日本支社であるコンカレント日本株式会社は、リアルタイム事業を継続し、
コンテンツ配信事業およびストレージ事業は、新たに創業したコンカレント・コンテント・ソリューションズ株式会社が継続した。
2017年 10月 - Concurrent Computer CorpはカナダのNetwork機器の製造販売会社であるVeciam networks社に買収されることに合意した

なお、日本法人であるコンカレントコンテントソリューション（株）については一切の変更は行われない。

## 参照
1. ↑  ニュースレター
2. ↑  分社のお知らせ
3. ↑  CONCURRENT ENTERS DEFINITIVE AGREEMENT TO SELL CONTENT DELIVERY & STORAGE BUSINESS TO VECIMA NETWORKS FOR $29 MILLION
4. ↑  Vecima to Acquire Video Content Delivery & Storage Business from Concurrent
5. ↑  Concurrent Enters Definitive Agreement to Sell Content Delivery & Storage Business to Vecima Networks for $29 Million